# Ритов Іван
Іван Ритов (Ритів) (25 травня 1876, с. Гельмязеве Золотоніського повіту Полтавської губернії, нині Золотоніського району Черкаської області — 30 квітня 1962, Дніпро, Україна; похований на Запорізькому цвинтарі) — просвітній і релігійний діяч на Катеринославщині, член відродженої Січеславської «Просвіти» (1918), активний учасник відродження УАПЦ на Січеславщині, священик Преображенського собору. Жертва російського окупаційного терору.

## Життєпис
29 січня 1902 став працювати в катеринославській філії Селянського земельного банку, від 1906 — діловод, з 1916 — безпремінний член того ж банку.
Восени 1918 — член ради катеринославського відділу державного Земельного банку, адреса: Столипінська, 16 (нині — Чернишевського).
Восени 1918 в числі семи інших місцевих діячів «Просвіти» поставив свій підпис під реєстрованим тоді статутом Катеринославського товариства «Просвіта». 
За спогадами І. Матюшенка, Ритов брав активну участь у відродженні УАПЦ на Січеславщині, входив до десятки Благовіщенського собору. 
1921 очолив фінансово-кошторисний відділ губернської РСІ (робітничо-селянської інспекції), з 1926 — у губфінвідділі спочатку інспектором, а потім завідувачем відділом. 
У 1929 скорочений і звільнений з роботи. У 1930-х двічі заарештовувався органами ГПУ НКВС.
Восени 1941 Ритов очолив округову церковну Раду УАПЦ у Дніпрі. До складу Ради входили Максим Суруп, професор Тихон Бабій, Теодос Капітоненко та Холодченко.
1942 Архієпископом УАПЦ Геннадієм Шиприкевичем висвячений, служив у Преображенському соборі. Певний час Ритов був старостою того ж собору. Мав змогу займатися церковною діяльністю до жовтня 1943.
Від січня 1944 Ритов обіймав посаду керівника групи в облкомунбанку, з 1947 — інспектора тієї ж установи. 1951 скорочений. 
У 1951 економіст облводоканалу, наступного року скорочений. 
З 1952 заробляв на прожиток розклеюванням афіш у місті від рекламбюро. 
З 1955 — в конторі благоустрою, того ж року звільнений і вийшов на пенсію. 
Дружина — Лідія (1880 — 1955), уроджена Небесова, педагог. У 1911 завідувала 4-м міським жіночим початковим Троїцьким училищем (на розі Степової вулиці і Больничної, 10) (Календар-щорічник «Приднепровье» на 1912, с.277). 
Троє дітей — Марія, Олександра, Максим (останній на початку 1920-х опинився в еміграції і пропав безвісти). Онучка Лідія Яценко — дніпровський мистецтвознавець.